# Sutorectus
Sutorectus is een monotypisch geslacht van kraakbeenvissen uit de familie van wobbegongs (Orectolobidae) en behoort tot de orde van bakerhaaien (Orectolobiformes).

## Soort
- Sutorectus tentaculatus (Peters, 1864) – Schoenlappersbakerhaai